# Richard Southwood
Sir Thomas Richard Edmund Southwood DL, FRS (* 20. Juni 1931 in Northfleet, Kent; † 26. Oktober 2005 in Oxford) war ein britischer Zoologe, Ökologe und Insektenkundler.

## Biografie
Nach dem Studium an der University of London von 1949 bis 1955 verfasste er bereits 1959 zusammen mit Dennis Leston das Fachbuch Land and Water Bugs on the British Isles („Land- und Wasserwanzen auf den britischen Inseln“), in dem sie wissenschaftliche und populäre Ansätze miteinander verbanden. Zugleich erforschten sie die Beziehung zwischen Insekten und Pflanzen.
Später war er von 1967 bis 1969 zunächst Direktor der Forschungsstation des Imperial College London in Silwood Park, ehe er anschließend zehn Jahre bis 1979 Professor für Zoologie und angewandte Entomologie des Imperial College war. 1979 erfolgte seine Berufung auf den Linacre-Lehrstuhl für Zoologie an der University of Oxford, den er bis 1993 innehatte. 1977 wurde er zum Fellow der Royal Society berufen. 1981 wurde er in die American Academy of Arts and Sciences aufgenommen, 1988 in die National Academy of Sciences und 1995 als auswärtiges Mitglied in die Königlich Niederländische Akademie der Wissenschaften.
Zwischen 1981 und 1986 war er außerdem Vorsitzender der Königlichen Kommission für Umweltverschmutzung (Royal Commission on Environmental Pollution) sowie zugleich auch von 1982 bis 1984 Vizepräsident der Royal Society. Für seine Verdienste um die Wissenschaften wurde er 1984 von Königin Elisabeth II. zum Knight Bachelor geschlagen. Noch im gleichen Jahr wurde er Vorsitzender des Anglo-skandinavischen Komitees für das Programm gegen die Versauerung der Meere (Surface Water Acidification Programme) und behielt dieses Amt bis 1990. Im darauffolgenden Jahr wurde er zusätzlich von 1985 bis 1994 Vorsitzender der Nationalen Behörde für Strahlenschutz (National Radiological Protection Board).
Nachdem er außerdem von 1989 bis 1993 Vizekanzler der University of Oxford war, war er zuletzt im Anschluss daran bis 1998 Pro-Vizekanzler der Universität. 